# Joan Llarch i Roig
Joan Llarch i Roig   (el Clot, 1920 - Barcelona, 18 de maig de 1987) fou un escriptor català que cultivà diversos gèneres. Va escriure assaigs històrics sobre la Guerra Civil Espanyola, que va viure en primera persona, biografies, novel·les i articles periodístics i guions cinematogràfics.
Joan Llarch va escriure amb els pseudònims; Chuck Donovan, Dan Melburn, Jean Dhit, Jhobn Long, Lloyd Sheridan Santonix, Marcus Silverman i Peter Kenn.

## Biografia
Fill de família obrera, ben aviat va quedar orfe i va haver de treballar per a menjar. Va ésser cridat a files a la Guerra Civil en la infausta lleva del biberó i va participar en la batalla de l'Ebre, en la 60a. Divisió republicana. D'allà en va sortir viu però captiu, va passar per camps de concentració i per un servei militar de càstig de cinc anys a l'exèrcit vencedor.
En sortir de les represàlies, va haver d'anar malvivint amb treballs miserables que compaginà amb la seva vocació autodidacta per l'escriptura. Va aconseguir petites feines literàries per encàrrec o amb pseudònim però va anar acumulant una bibliografia que arribaria a una cinquantena de títols.
Els seus temes foren molt variats, des de novel·les de divulgació i biografies (Gaudí, Dalí, Luther King, Durruti, Negrín, Franco…) fins a d'altres de crònica social crítica o temàtica fantàstica o els seus relats històrics i compromesos sobre la guerra civil, els seus personatges i la posterior dictadura.
La major part de la seva obra és publicada en castellà encara que també té producció notable en català, com ara la novel·la de 1982, Memòria de la fosca nit.
Des de 1962, es va establir al barri de Sarrià, on visqué fins a la seva mort al carrer dels Tres Reis. Es va casar amb Filomena Rubio, que va assumir un paper de ferm puntal per en Joan en molts moments de penúria i dificultats.
El 18 de maig del 1987, Joan Llarch va morir a l'Hospital Universitari Sagrat Cor a l'edad de 67 anys víctima d'una cirrosi hepàtica.
El 2001, el Districte de Sarrià - Sant Gervasi, per iniciativa veïnal, li va dedicar els jardins que duen el seu nom, a l'Avinguda J. V. Foix.

## Producció principal
Obres de l'autor:
- El Sol tiene hambre (1967)
- Barrio Chino (1968)
- La sirena perdida (1969)
- La batalla del Ebro (1971)
- Así aman los españoles (1972)
- La muerte de Durruti (1973)
- Grandes exploraciones (1973)
- Las calles del pecado (1974)
- Mujeres públicas y otros pecados (1974)
- Los días rojinegros (1975)
- Batallones de trabajadores (1975)
- Morir en Madrid (1976)
- Casanova y compañía (1976)
- Cipriano Mera, un anarquista en la guerra de España (1977)
- Las primeras banderas (1977)
- Los dirigentes obreros (1977)
- El secuestro de la hija de Franco (1977)
- Extranjero en la tierra (1977)
- La perdida (1977)
- La trágica muerte de Companys (1978)
- Campos de concentración en la España de Franco (1978)
- Obreros mártires de la libertad (1978)
- Cuentos de la piedra negra (1979)
- El dictador no ha muerto (1979)
- Hildegart, la virgen roja (1979)
- Tempestad nuclear sobre España (1979)
- Memòria de la fosca nit (1982)
- Gaudí. Biografia màgica (1982)
- Martin Luther King (1982)
- El apocalipsis profético de San Juan (1982)
- Dalí. Biografia màgica (1983)
- Negrín. ¡Resistir es vencer! (1983)
- Charlie Rivel (1983)
- Franco (1983)
- Historias de la Cataluña mágica (1986)
- Yakup (1987)